# 周学熙
周 学熙（しゅう がくき）は、清末民初の官僚・実業家・政治家。北京政府で財政総長をつとめ、また、実業界でも盛んに活動した。字は緝之。別号は定吾。晩号は止庵、臥雲居士。祖籍は安徽省池州府至徳県（現在の東至県）。父は、清末の政治家・官僚の周馥。

## 事跡

### 直隷新政への貢献
1880年（光緒6年）、16歳で秀才となる。1893年（光緒19年）、順天の郷試に参加して挙人となった。しかし、その後は科挙で好成績を収められなかったため、実務で功績を立てる方向に転換した。1898年（光緒24年）、開平鉱務局総弁となり、新式の鉱工業事業への関与を開始する。1901年（光緒27年）、山東巡撫袁世凱の幕僚となり、山東大学堂総弁に任ぜられた。
翌年、周馥は山東巡撫となった。しかし周学熙は直隷総督に昇格した袁に引き続き随従している。7月、直隷省銀元局総弁に任ぜられた。このときに、銀元の発行で好成績をあげたため、袁から賞賛されている。1903年（光緒29年）4月、日本へ商工業・造幣のための視察に赴いた。
帰国後は、袁に進言し、直隷省工芸局の創設を進言した。このほか、天津高等工業学堂、実習工場、考工廠、教育品製造所など様々な実業機関の創設・運営を主導し、袁による直隷省での新政を大いに支援している。企業の振興にも熱心で、1906年（光緒32年）に灤州煤鉱と啓新洋灰股份有限公司を設立し、これらは中華民国成立後も勢いを保った。

### 北京政府での活動
中華民国成立後も、周学熙は袁世凱の下で起用された。まず1912年（民国元年）7月、陸徴祥内閣で北京政府の財政総長に任命されている。このときに周は、袁の軍事費をまかなうため、イギリス・ドイツ・フランス・日本・ロシアの5か国の銀行団との間で、2500万ポンドの善後借款契約を締結した。しかしこの契約は、参議院の審議において承認を得られず、特に国民党からの批判は激しかった。周は行き詰って、翌年5月、休暇をとって青島に逃れた。9月、正式に辞任した。
1915年（民国4年）3月、周学熙は徐世昌内閣で財政総長に再任された。この際には、田地測量、タバコ・酒専売、都市部での民国実業銀行創設、農村部での県農工銀行創設などにより、実業・金融・財政など幅広い分野で政策を実施した。しかし同年8月、袁世凱が皇帝即位をもくろむようになると、周はこれに反対する。そして、進言が受け入れられないと見ると、病気を理由に辞表を提出した（正式な辞任は翌年4月）。
それからしばらくは実業に専念し、華新紡績公司を創設するなどしている。1918年（民国7年）、大総統となった徐世昌の招聘に応じて、周学熙は全国棉業督弁兼長蘆塩墾局督弁として政界に復帰した。翌年には、中国実業銀行総理に任じられた。
しかし1920年代以降は、周学熙が創設した各種企業において経営主導権争いが発生し、周はこれに敗れていくつかの企業への関与を断念している。さらに、日本軍の中国東北部への侵攻や日本資本の浸透に押される形で、周の創設した企業は次々と崩壊するか、日本などに併合されてしまう。晩年になると周は、政界からも財界からも引退し、故郷で主に教育事業に携わった。
1947年（民国36年）9月26日、北平で病没。享年82（満81歳）。